# Лебраншю, Марилиз
Марили́з Лебраншю́ (фр. Marylise Lebranchu), урождённая Марили́з Перро́ (фр. Marylise Perrault; род. 25 апреля 1947) — французский политический и государственный деятель, министр юстиции (2000—2002), министр государственной реформы, децентрализации и госслужбы (2012—2016).

## Биография
Получила степень магистра по благоустройству земель в Ренском университете (ранее стала бакалавром филологии). С 1973 года занималась научной работой в Обществе смешанной экономики Северного Финистера.
В начале 70-х занялась политикой в Объединённой социалистической партии, в 1977 году вступила в Социалистическую партию. С 1978 по 1993 год являлась парламентской помощницей депутата Национального собрания Франции и социалистического мэра Анвика Мари Жак. В 1983 году избрана депутатом муниципального совета Морле, в 1995 году стала мэром этого города.
В 1986 году избрана в региональный совет Бретани.
1 июня 1997 года во втором туре парламентских выборов избрана в Национальное собрание от 4-го округа департамента Финистер, опередив с результатом 52,65 % обладателя должности — Арно д’Онинктуна из Союза за французскую демократию. 4 июня 1997 года назначена государственным секретарём Министерства торговли по делам малых и средних предприятий, ремёсел и торговли в правительстве Лионеля Жоспена.
4 июля 1997 года сдала депутатский мандат.
18 октября 2000 года в правительстве Жоспена произведены кадровые перестановки, в ходе которых Лебраншю получила портфель министра юстиции.
6 мая 2002 года правительство Жоспена прекратило существование.
12 июня 2002 года Лебраншю вновь стала депутатом Национального собрания Франции.
С 2004 по 2010 год являлась вице-президентом регионального совета Бретани.
21 декабря 2005 года вышла из состава парламентской комиссии по расследованию причин бездействия органов правосудия в скандале вокруг вскрытых случаев педофилии в Утрё (Affaire d’Outreau), поскольку расследование преступлений начиналось в период её пребывания в должности министра юстиции.
В 2010 году возглавила Национальную федерацию социалистов и республиканцев на выборных должностях, а также в очередной раз переизбрана депутатом регионального совета Бретани.
16 мая 2012 года, заслужив репутацию верной соратницы Доминика Стросс-Кана и Мартин Обри, получила портфель министра государственной реформы в правительстве Жана-Марка Эро.
Ввиду своего правительственного назначения временно прервала депутатский мандат, и её место в парламенте занял Гвенеган Бюи — тоже социалист и бретонец.
31 марта 2014 года сформировано первое правительство Вальса, утверждённое 2 апреля указом президента Олланда; Лебраншю получила в новом кабинете портфель министра государственной реформы, децентрализации и государственной службы.
13 декабря 2015 года сдала депутатский мандат регионального совета Бретани.
11 февраля 2016 года Лебраншю вышла из второго правительства Вальса по инициативе президента Франсуа Олланда, который объяснил ей по телефону, когда она ехала из Сената в своё министерство, что необходимо включить в кабинет представителей Радикальной левой партии. Другой причиной отставки, названной президентом, стал факт назначения нового министра юстиции — Жана-Жака Юрвоаса, также представляющего в парламенте департамент Финистер.
12 марта 2016 года вернулась в Национальное собрание, где её замещал Гвенеган Бюи.
В июне 2017 года объявила о завершении своей политической карьеры.

## Семья
С 1970-х замужем за психиатром Жаном Лебраншю.